# Привольное (Решетиловский район)
Привольное (укр. Привільне) — село,
Шевченковский сельский совет,
Решетиловский район,
Полтавская область,
Украина.
Код КОАТУУ — 5324285606.
Село ликвидировано в 2000 году.

## Географическое положение
Село Привольное находится в 2-х км от сёл Шамраевка и Высокая Вакуловка (Козельщинский район).

## История
- 2000 — село ликвидировано[1].